# Nicholas Clay
Nicholas Clay, właśc. Nicholas 'Nick' Anthony Phillip Clay (ur. 18 września 1946 w Londynie, zm. 25 maja 2000 w Londynie) – brytyjski aktor teatralny i filmowy.

## Życiorys

### Wczesne lata
Urodził się w Londynie jako syn Billa i Rose Clay'ów. Studiował w Royal Academy of Dramatic Art (RADA). W latach 70. związany był z National Theatre Company. Występował także na Broadwayu.

### Kariera
Swoją ekranową karierę rozpoczął od występu w dramacie sci-fi Fabryka nieśmiertelnych (The Damned, 1963). W dramacie biograficznym Darwin (The Darwin Adventure, 1972) zagrał tytułową postać Karola Darwina. Pojawił się również na scenie West End w kilku londyńskich produkcjach teatralnych, przedstawieniach Laurence’a Oliviera w Old Vic i w ciągu dziesięciolecia stał się jednym z najbardziej obiecujących aktorów brytyjskich. Wśród jego sukcesów była rola Acaste w sztuce Moliera Mizantrop (The Misanthrope) wystawiana na Broadwayu w 1975 roku.
Stał się powszechnie znany z roli sir Lancelota w filmie fantasy Johna Boormana Excalibur (1981). W ekranizacji powieści D.H. Lawrence’a Kochanek lady Chatterley (Lady Chatterley's Lover, 1981) z Sylvią Kristel wystąpił w roli leśniczego, tytułowego kochanka głównej bohaterki. Wcielił się w postać Aleksandra w miniserialu PBS Poszukiwanie Aleksandra Wielkiego (The Search for Alexander the Great, 1981) u boku Gabriela Byrne’a. W dramacie Tristan i Izolda (Lovespell, 1981) u boku Richarda Burtona zagrał Tristana. Na planie kryminału Zło czai się wszędzie (Evil Under the Sun, 1982) spotkał się z Peterem Ustinov, Jane Birkin, Roddy McDowallem, Maggie Smith i Dianą Rigg. W telewizyjnym dramacie muzycznym WDR Męczeństwo św. Sebastiana (Das Martyrium des heiligen Sebastian, 1984) wystąpił jako cesarz z Michaelem Biehnem i Franco Citti. W miniserialu ABC Ostatnie dni Pompeii (The Last Days of Pompeii, 1984) z udziałem Ernesta Borgnine, Lesley-Anne Down, Laurence’a Oliviera i Franco Nero odtwarzał rolę Glaukosa. W baśniowym filmie Śpiąca królewna (Sleeping Beauty, 1987) z Morgan Fairchild pojawił się jako książę. W miniserialu NBC Biedna mała bogata dziewczynka (Poor Little Rich Girl: The Barbara Hutton Story, 1987) z Farrah Fawcett był księciem Alexisem Mdivani, jednym z wielu mężów tytułowej bohaterki.
W ostatnich latach swego życia był wykładowcą dramatu w Actors Centre oraz Academy of Live and Performing Arts, a także współpracował z RADA.

## Życie prywatne
W 1980 roku ożenił się z Lorną Heilbron, z którą miał dwie córki: Ellę and Madge. Zmarł w Londynie w wieku 53. lat na raka wątrobowokomórkowego.

## Filmografia

### Filmy fabularne
- 1963: Fabryka nieśmiertelnych (The Damned) jako Richard
- 1972: Darwin (The Darwin Adventure) jako Karol Darwin
- 1979: Jutrzenka Zulusów (Zulu Dawn) jako porucznik Raw
- 1981: Excalibur jako Lancelot
- 1981: Kochanek lady Chatterley (Lady Chatterley's Lover) jako Oliver Mellors
- 1981: Tristan i Izolda (Lovespell) jako Tristan
- 1982: Rosyjska noc... 1941 (Russian Night... 1941, TV) jako Zotow
- 1982: Zło czai się wszędzie (Evil Under the Sun) jako Patrick Redfern
- 1983: Pies Baskerville’ów (The Hound of the Baskervilles, TV) jako Jack Stapleton / Sir Hugo Baskerville
- 1987: Śpiąca królewna (Sleeping Beauty) jako Książę
- 1987: Lwie serce (Lionheart) jako Charles De Montfort
- 1997: Odyseja (The Odyssey) jako Menelaus
- 1998: Merlin jako Lord Leo

### Seriale TV
- 1962: William jako Hubert Lane
- 1972: Love Story jako Daryl
- 1981: Poszukiwanie Aleksandra Wielkiego (The Search for Alexander the Great) jako Alexander
- 1984: Ostatnie dni Pompeii (The Last Days of Pompeii) jako Glaukos
- 1985: Przygody Sherlocka Holmesa (The Adventures of Sherlock Holmes) jako dr Percy Trevelyan
- 1987: Biedna mała bogata dziewczynka (Poor Little Rich Girl: The Barbara Hutton Story) jako Książę Alexis Mdivani
- 1991: Zorro jako Viscount Armand de Jussac
- 1997: Nowe przygody Robin Hooda (The New Adventures of Robin Hood) jako szeryf Nottingham
- 1997: Nieśmiertelny (Highlander: The Series) jako Loxley
- 1999: Psychos jako dr Angus Harvey